# Lago Tarahuin
Lago Tarahuin är en sjö i Chile.   Den ligger i regionen Región de Los Lagos, i den södra delen av landet, 1 100 km söder om huvudstaden Santiago de Chile. Lago Tarahuin ligger 68 meter över havet. Arean är 7,3 kvadratkilometer. Den sträcker sig 2,9 kilometer i nord-sydlig riktning, och 7,1 kilometer i öst-västlig riktning.
I omgivningarna runt Lago Tarahuin växer i huvudsak blandskog. Runt Lago Tarahuin är det glesbefolkat, med 8 invånare per kvadratkilometer.